# Robert John Raven
Pour les articles homonymes, voir Raven.
Robert John Raven est un arachnologue australien.
Diplômé de l'Université du Queensland en 1981, il est Curator of arthropods au Queensland Museum.

## Taxons nommés en son honneur
- Notozomus raveni Harvey, 1992
- Troglosiro raveni Shear, 1993
- Micromerys raveni Huber, 2001
- Habronestes raveni Baehr, 2003

## Quelques taxons décrits
Il a décrit plus de 40 genres et 350 espèces.
- Angka Raven & Schwendinger, 1995
- Angka hexops Raven & Schwendinger, 1995
- Aurecocrypta Raven, 1994
- Australothele Raven, 1984
- Barycheloides Raven, 1994
- Bymainiella Raven, 1978
- Caledothele Raven, 1991
- Carrai Raven, 1984
- Carrai afoveolata Raven, 1984
- Fijocrypta Raven, 1994
- Fijocrypta vitilevu Raven, 1994
- Idioctis xmas Raven, 1988
- Leptothele Raven & Schwendinger, 1995
- Leptothele bencha Raven & Schwendinger, 1995
- Mandjelia Raven, 1994
- Mediothele australis Raven & Platnick, 1978
- Mexentypesa Raven, 1987
- Mexentypesa chiapas Raven, 1987
- Ministigmata Raven & Platnick, 1981
- Ministigmata minuta Raven & Platnick, 1981
- Moruga Raven, 1994
- Namea Raven, 1984
- Namirea Raven, 1984
- Natgeogia Raven, 1994
- Natgeogia rastellata Raven, 1994
- Nihoa Raven & Churchill, 1992
- Orstom Raven, 1994
- Ozicrypta Raven, 1994
- Paraembolides Raven, 1980
- Plesiothele Raven, 1978
- Plesiothele fentoni Raven, 1978
- Questocrypta Raven, 1994
- Questocrypta goloboffi Raven, 1994
- Rhianodes Raven, 1985
- Seqocrypta Raven, 1994
- Sinopesa Raven & Schwendinger, 1995
- Striamea Raven, 1981
- Teranodes Raven, 1985
- Tungari Raven, 1994
- Xamiatus Raven, 1981
- Zophorame Raven, 1990